# Усадьба А. И. Костромина — А. Шушляева
Усадьба А. И. Костромина — А. Шушляева — архитектурный ансамбль в историческом центре Нижнего Новгорода. Главный дом и флигель усадебного комплекса построены в 1825—1857 годах. Авторы проектов — архитекторы И. Е. Ефимов и Н. И. Ужумедский-Грицевич.
Ансамбль состоит из двух строений по адресу Рождественская улица, 30—32: главного дома и флигеля. Исторические здания сегодня — объекты культурного наследия Российской Федерации.

## История
В 1824 году был утверждён генеральный план Нижнего Новгорода. В этот период Купец Александр Иванович Костромин обратился к архитектору И. Е. Ефимову с просьбой о перестройке на Рождественской улице древних палат. Новые план-фасады дома были утверждены 23 сентября 1825 года, спустя год у алтаря Рождественской церкви был выстроен трёхэтажный каменный дом с квадратной рустовкой первого этажа, хорошо прорисованными наличниками окон второго этажа и лепным карнизом. На улицу выходил чугунный балкон художественного литья, элементы которого (фигурные консоли, решётки ограждения с жуками, тумбы) были отлиты на Выксунских заводах Шепелевых.
На фиксационном плане Нижнего Новгорода 1848—1853 годов указаны границы домовладения с каменным квадратным в плане домом, небольшим каменным флигелем в стороне от него и службами в глубине сада, расположенного на откосе.
В середине XIX века усадьбу выкупил макарьевский купец А. Шушляев, который вместо обветшалого флигеля решил выстроить новый двухэтажный с мезонином, и в формах готики — службы во дворе (утрачены). Проект, утверждённый 25 мая 1856 года, выполнил архитектор Н. И. Ужумедский-Грицевич. Флигель с лавками внизу и жилыми комнатами на втором этаже отсекал территорию усадьбы от крепостной земли Рождественской церкви.
Обширный земельный участок с домом, где находился сад представлял прежде террасу на склоне горы. Усадьбу кратко описывал в своём очерке нижегородский историк Н. И. Храмцовский: «…находится на левой стороне улицы, рядом с церковью Собора Богородицы, за ним по горе расположен сад, придающий во время лета много красоты самому дому».

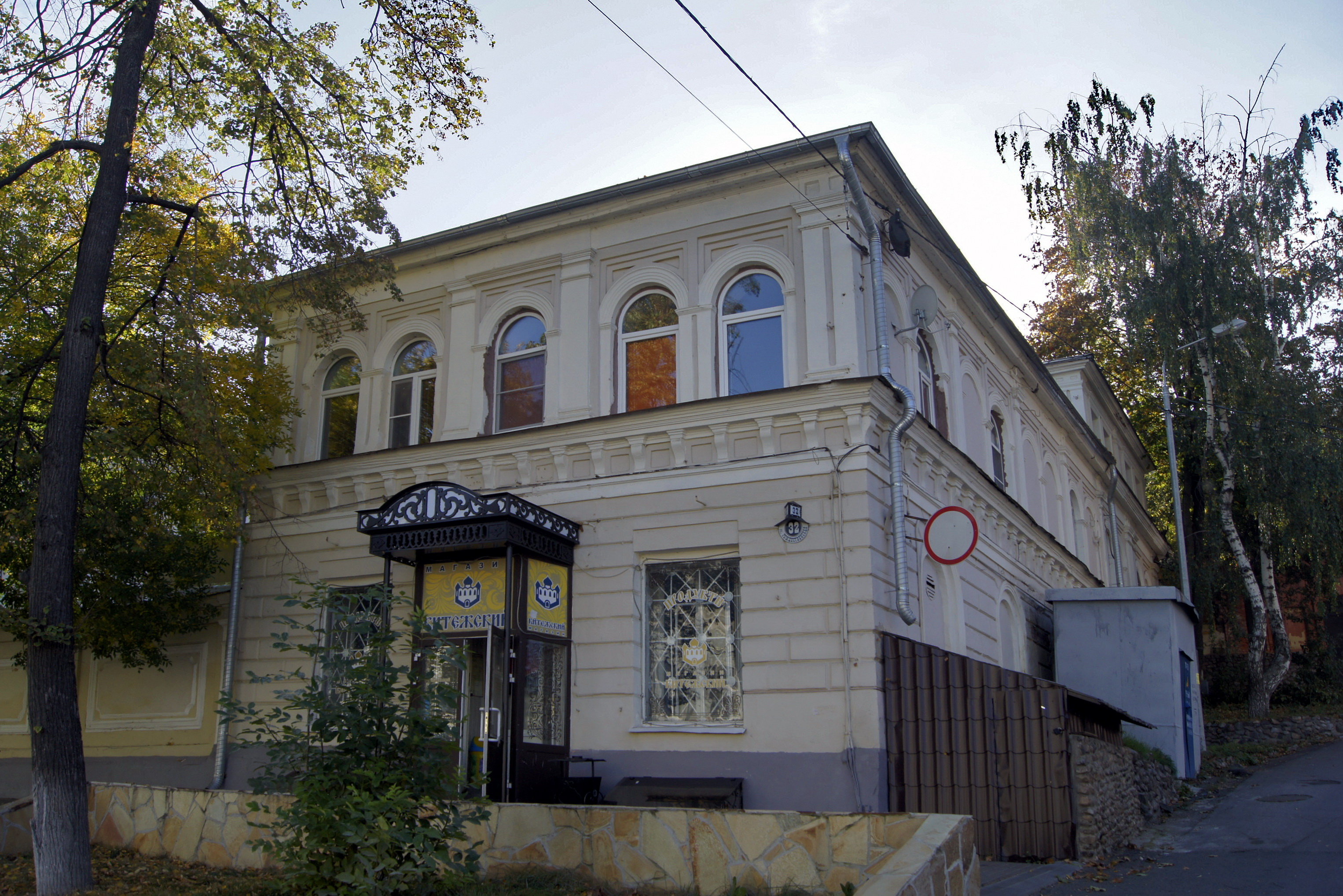
Флигель.

В дальнейшем усадьба была куплена именитыми нижегородскими купцами Блиновыми. Младший из братьев Блиновых, Николай, породнился с купцами Бугровыми, женившись в конце 1850-х годов на Еннафе Бугровой, дочери Александра Петровича Бугрова. Молодожёны купили для себя усадьбу Шушляева. От Николая Блинова усадьба по наследству перешла его сыну Макарию Блинову.
На исторических фотографиях М. П. Дмитриева, запечатлевших Рождественскую церковь и одноимённую улицу видно, что флигель усадьбы сдавался в наём. Исходя из содержания рекламных вывесок начала XX века, на первом этаже находился «пивной склад придворных поставщиков Карнеева, Горшкова и К°», а на втором — контора товарищества «Волго-Невского буксирного пароходства». Парадное крыльцо было украшено литым российским гербом по центру, в виде двуглавого орла.
После революции здания были национализированы и приспособлены под коммунальное жильё. На первом этаже флигеля много лет располагался продуктовый магазин. В светский период было демонтировано парадное кованое крыльцо флигеля, утрачено каменное и металлическое ограждение, разрушены дымники на дымоходах от печных труб. Уничтожены расположенные во дворе службы, построенные в неоготическом стиле.

## Архитектура
Главный дом усадьбы представляет собой респектабельный трёхэтажный особняк в стиле русского классицизма. Флигель выстроен в стиле академической эклектики.